# Sentiero internazionale degli Appalachi

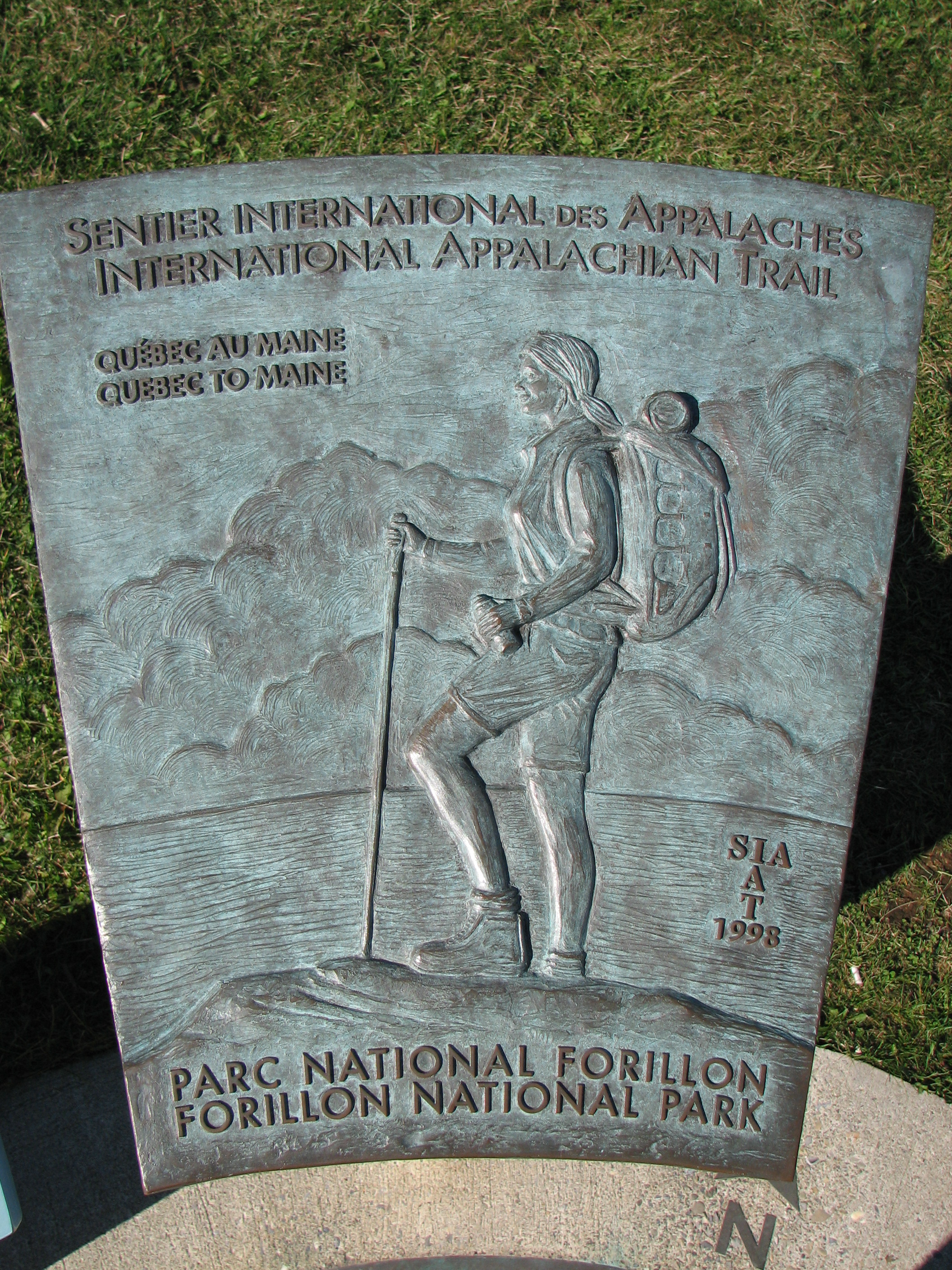
Targa del Capo Gaspé

Il sentiero internazionale degli Appalachi (in inglese: International Appalachian Trail o IAT; in francese: Sentier international des Appalaches o SIA) è un percorso escursionistico che attraversa la catena dei monti Appalachi in Québec, nel Nuovo Brunswick, sull'isola del Principe Edoardo, in Nuova Scozia, a Terranova e negli Stati Uniti. Il sentiero inizia nel  Maine presso il monte Katahdin e termina a capo Gaspé nel Parco nazionale di Forillon alla punta della penisola gaspesiana. Dal 2002, Terranova ha aggiunto 1 200 chilometri di sentiero al percorso fino a Belle Isle. Misura 3 100 chilometri e prolunga a nord il sentiero appalachiano americano.

## Percorso
In Québec, il sentiero comincia in Gaspésie nel villaggio di Matapédia. Continua verso Amqui, poi verso Matane dove attraversa la Riserva faunistica di Matane. Poi, raggiunge il Parco nazionale della Gaspésie presso il monte Logan e prosegue nei monti Chic-Choc, con il monte Albert e infine il monte Jacques-Cartier. Termina il suo corso nel Parco nazionale di Forillon all'estremità della punta di Gaspé.
Dopo aver viaggiato in autobus o in treno fino a Sackville, nel Nuovo Brunswick, l'escursione continua con la traversata del  ponte della Confederazione che porta sull'isola del Principe Edoardo. Dopo aver attraversato l'isola mediante il Sentiero della Confederazione, un traghetto permette di raggiungere Pictou, in Nuova Scozia. Il sentiero dal capo Bretone termina dopo 150 miglia al terminale del traghetto a North Sidney, dove un traghetto porta a Port-aux-Basques su Terranova. Il sentiero continua verso nord attraverso le montagne dell'ovest di Terranova e raggiunge il suo punto più alto nelle Colline di Lewis. Si giunge a Crow Head all'estremità dell'isola di Terranova. Da là un traghetto che attraversa lo Stretto di Belle Isle porta sull'isola di Belle Isle, punto più a nord del sentiero.

## Espansione futura
La missione ultima del Sentiero internazionale degli Appalachi è di istituire un sentiero escursionistico lungo che colleghi tutte le regioni aventi un rilievo montuoso formatosi nello stesso periodo degli Appalachi, ossia 250 milioni di anni fa, anche al di fuori del continente americano. A tal fine ulteriori sezioni sono state individuate in Europa, in particolare in Gran Bretagna.